# Ranuce II Farnèse
Ranuce II Farnese, né le 17 septembre 1630 à Parme et mort le 11 décembre 1694 dans la même ville, est le sixième duc de Parme et Plaisance et le septième duc de Castro.

## Jeunesse et régence
Ranuce est le fils aîné du duc Édouard Ier Farnèse et de Marguerite de Médicis. Après le décès de son père, le 11 septembre 1646, il gouverne, pendant deux ans, le duché sous la régence de son oncle le cardinal François Marie Farnèse et de sa mère, en attendant d'atteindre sa majorité à dix-huit ans.
Souhaitant renouer une alliance avec les Farnèse, la France lui offre la main de la nièce du cardinal Mazarin. La jeune fille aurait amené une dot de 500 000 écus, ce qui aurait soulagé le Trésor du duché, qui en avait bien besoin. Ranuce décline cette proposition car la jeune fille n'est pas de rang princier.
Il réussit à préserver sa neutralité dans la lutte qui oppose la France à l'Espagne, mais il est obligé d'autoriser le libre passage des troupes qui occasionnent des dommages importants aux populations du duché.

## La perte de Castro
Durant le règne de Édouard Ier Farnèse, le duché est engagé dans la première guerre de Castro, provoquée par Urbain VIII et qui vide les caisses du duché.
En 1649, Innocent X, successeur d'Urbain, accuse Ranuce d'être le commanditaire de l'assassinat de l'évêque barnabite Cristoforo Giarda. Cet épisode est à l'origine de la seconde guerre de Castro. Les troupes pontificales s'emparent la ville de Castro et la rasent entièrement. Pendant ce temps, le duc rassemble une armée dont le commandement est confié à Jacopo Gaufrido qui est battu à proximité de Bologne. Gaufrido s'enfuit, mais les conditions de paix exigées par le pape incluent le procès de Gaufrido. Arrêté et condamné, Gaufrido est exécuté le 8 janvier 1650 et le duché de Castro est confisqué. En 1657, le duc doit racheter Castro, mais comme il ne dispose pas de la somme nécessaire, le pape Alexandre VII procède à la confiscation définitive du duché. Deux ans après, en 1659, avec la paix des Pyrénées signée par la France et l'Espagne, le duc réussit à ajouter une clause qui lui donne huit années supplémentaires pour acquérir le duché. Le duc cherche à rassembler l'argent par tous les moyens possibles et en 1666, il envoie à Rome un de ses agents, Giulio Platoni, avec la somme de 814 865 écus en or et en argent, mais les responsables de la chambre apostolique refusent le paiement, Ranuce doit se résigner à la perte de l'ancienne possession familiale.

## Les dernières années
Le duc dispose de l'importante somme qui a été refusée par l'Église, aussi en 1672, il décide d'acquérir de Gianandrea Doria Landi la principauté de Bardi et Compiano, pour un montant de 120 714 ducats. Avec cette acquisition, le duché prend sa forme définitive.
Pendant la guerre entre la France et le duc de Savoie Victor-Amédée II, qui a adhéré à la ligue d'Augsbourg menée par les impériaux sous les ordres du prince Eugène de Savoie, le duché de Parme est envahi par les troupes impériales qui le pillent. En 1691, quatre mille soldats, avec femmes et enfants, rejoignent le duché de Parme ; non seulement leur entretien incombe à la population locale, mais les vols, les abus et les violences se succèdent.
En 1693, Édouard, fils et héritier de Ranuce, qui a épousé seulement trois ans auparavant Dorothée Sophie de Neubourg, meurt. De leur union étaient nés Alexandre, mort à huit mois et Élisabeth.
Le duc meurt la nuit du 11 décembre 1694, fort probablement en raison de son obésité.

## Mariages et descendances
Ranuce II Farnèse épousa le 29 avril 1660 Marguerite-Yolande de Savoie (15 novembre 1635 - 29 avril 1663), fille du duc Victor-Amédée Ier et de Christine de France. Le couple eut une fille et un fils morts à la naissance et Marguerite-Yolande mourut en couches.
| Nom de l'enfant | Dates                               | Mariage(s) et Descendance |
| --------------- | ----------------------------------- | ------------------------- |
| X (fille)       | 14 décembre 1661 - 14 décembre 1661 | Aucune                    |
| X (fils)        | 27 avril 1663 - 28 avril 1663       | Aucune                    |

En secondes noces, Ranuce épouse le 18 février 1664 sa cousine Isabelle de Modène (3 octobre 1635 - 21 août 1666), fille de François Ier d'Este, duc de Modène, avec qui il eut trois enfants. Elle aussi mourut de puerpéralité. De cette union naissent :
| Nom de l'enfant          | Dates                           | Mariage(s) et Descendance |
| ------------------------ | ------------------------------- | --- |
| Marguerite-Marie Farnèse | 24 novembre 1664 - 17 juin 1718 | Elle épouse le 14 juillet 1692 François II, duc de Modène (1660-1694), duc de Modène                                                                                                   |
| Thérèse Farnèse          | 10 octobre 1665                 | |
| Édouard II Farnèse       | 1666-1693                       | Il épouse en 1690 Dorothée Sophie de Neubourg, sœur de l'impératrice. Héritier présumé du duché de Parme et Plaisance, il mourut avant son père. Père de l'héritière Elisabeth Farnèse |

En octobre 1668, Ranuce épouse en troisièmes noces Marie de Modène (8 décembre 1644 - 20 août 1684), sœur de sa seconde femme. Avec elle, il eut neuf enfants mais, seuls, trois atteignirent l'âge adulte:
| Nom de l'enfant                        | Dates                                | Mariage(s) et Descendance                                                       |
| -------------------------------------- | ------------------------------------ | ------------------------------------------------------------------------------- |
| Isabella Francesca Maria Lucia Farnèse | 14 décembre 1668 - 9 juillet 1718    | Sœur Bénédictine au monastère Santa Maria di Campagna de Plaisance (Italie)     |
| Vittoria Maria Francesca Farnèse       | 24 décembre 1669 - 15 septembre 1671 |                                                                                 |
| X (fils)                               | 24 juin 1671 - 28 juin 1671          |                                                                                 |
| Vittoria Farnèse                       | 19 novembre 1672 - 19 novembre 1672  |                                                                                 |
| Caterina Farnèse                       | 19 novembre 1672 - 19 novembre 1672  |                                                                                 |
| X (fils)                               | 26 décembre 1674 - 26 décembre 1674  |                                                                                 |
| Eleonora Farnèse                       | 1er septembre 1675 - 3 novembre 1675 |                                                                                 |
| François Farnèse                       | 1678-1727                            | Duc de Parme et Plaisance en 1694                                               |
| Antoine Farnèse                        | 1679-1731                            | En 1727, il devient le dernier duc de Parme et Plaisance de la famille Farnèse. |

## Bilan du règne
Le duc mène beaucoup d'actions pour améliorer les conditions de vie de ses sujets mais la disproportion entre la vie de la cour extrêmement dépensière et les possibilités du trésor public est considérable. Pour maintenir tous les personnes qui entourent la cour de Parme, le duc est obligé de taxer chaque chose en évitant cependant de toucher aux biens du clergé.
Pour combattre le chômage, il interdit l'exportation de la soie non travaillée et en 1648, il organise une congrégation pour pouvoir procéder au ramassage et à la distribution du grain et de la farine. Il crée le bureau du visiteur général, une sorte de juge d'appel et fait en sorte que les procès soient tenus rapidement, prévoyant des peines très sévères contre les voleurs, les vagabonds et les faussaires. Il réforme l'impôt foncier rural de Plaisance (1647) ; il pourvoit à la réparation des dommages provoqués par la crue du Pô de 1654 ; il crée les archives publiques de Parme et Plaisance (1678), il fait mesurer la surface du duché.
Dans le cadre culturel, il s'occupe d'améliorer l'université et le collège des nobles dans lequel il crée l'Académie des Choisis (Accademia degli Scelti). Dans l'abbaye bénédictine, il crée l'académie de Élevés (Accademia degli Elevati). Le duc est passionné de musique et il s'entoure de célèbres chanteurs, danseurs et musiciens. En 1688, il inaugure le nouveau théâtre ducal.
Durant tout son règne, il acquiert de nombreux tableaux et livres précieux et il amène à Parme la plus grande partie des œuvres appartenant à la collection familiale conservée dans les résidences romaines.

## Sources
- (it) Cet article est partiellement ou en totalité issu de l’article de Wikipédia en italien intitulé « Ranuccio II Farnese » (voir la liste des auteurs).